# Jonathan Levi
Jonathan Alberto Levi (Glumslöv, 23 gennaio 1996) è un calciatore svedese di origini italiane, attaccante del Ferencváros.

## Carriera

### Club
Levi ha giocato nelle giovanili del Glumslövs prima ed in quelle dell'Eskilsminne poi. Il 22 luglio 2015, è stato prestato alla HIF Akademi, formazione giovanile dell'Helsingborg: come da accordi, Levi avrebbe continuato a giocare anche per l'Eskilsminne, alternandosi tra le due squadre. Il 3 ottobre 2015, Levi ha esordito in Division 1 con la maglia dell'Eskilsminne: ha sostituito Filip Egger nella sconfitta casalinga contro l'Öster col punteggio di 0-2.
In vista della stagione 2016, Levi si è trasferito al Landskrona BoIS. Ha debuttato con questa casacca il 16 aprile, schierato titolare nel pareggio per 0-0 maturato sul campo dell'Oskarshamns AIK. Il 29 maggio ha trovato le prime reti, con una doppietta inflitta all'Utsikten, con cui ha sancito il successo per 2-1 della sua squadra.
Il 17 novembre 2016 è stato reso noto il suo trasferimento all'Öster, che si sarebbe concretizzato il 1º gennaio 2017, alla riapertura del calciomercato. Il successivo 2 aprile, Levi ha effettuato il proprio esordio in Superettan: schierato titolare, ha trovato anche una rete nella vittoria per 0-2 arrivata in casa del Falkenberg.
L'8 luglio 2017, i norvegesi del Rosenborg hanno reso noto l'ingaggio di Levi, che si è legato al club fino al 31 dicembre 2021. Ha esordito in Eliteserien il successivo 5 agosto, subentrando a Pål André Helland nel successo per 4-1 sul Kristiansund. Il 4 novembre 2017, il suo Rosenborg si è laureato campione di Norvegia per la 25ª volta nella sua storia: senza scendere in campo, a causa della sconfitta casalinga del Molde secondo in classifica, contro il Kristiansund, la squadra si è garantita il successo finale con 3 partite di campionato ancora da disputare. Il 23 novembre seguente, Levi ha esordito nelle competizioni europee per club: è stato schierato titolare nella sconfitta casalinga per 0-1 arrivata contro la Real Sociedad.
L'8 febbraio 2019 è passato all'Elfsborg con la formula del prestito. In quel campionato ha collezionato 21 presenze e segnato 5 reti.
Il 2 febbraio 2020 è stato annunciato il suo trasferimento a titolo definitivo dal Rosenborg all'IFK Norrköping, avvenuto per una cifra che ammonterebbe a poco più di 400.000 euro. Il giocatore ha invece firmato un contratto fino al 2023. In biancoblu è rimasto per tre campionati, durante i quali ha totalizzato 17 reti e 19 assist in 81 presenze.
Nel gennaio 2023 è stato ufficialmente acquistato dagli ungheresi della Puskás Akadémia.

### Nazionale
Il 13 marzo 2018, Levi ha ricevuto la prima convocazione per la Svezia under 21, selezionato dal commissario tecnico Roland Nilsson in vista delle partite contro Turchia e Cipro, previste rispettivamente per il 23 ed il 27 marzo ed entrambe valide per le qualificazioni al campionato europeo. Levi ha esordito nella prima di queste due sfide, subentrando a Svante Ingelsson e contribuendo al successo esterno per 0-3 della sua squadra sui pari età turchi.
L'8 gennaio 2019 è stato convocato in Nazionale maggiore per la prima volta, restando in panchina nell'amichevole contro la Finlandia e tre giorni dopo, l'11 gennaio, ha esordito nel pareggio per 2-2 in amichevole contro l'Islanda, venendo sostituito poi dopo 78 minuti da Daleho Irandust.

## Statistiche

### Presenze e reti nei club
Statistiche aggiornate al 23 marzo 2018.
| Stagione         | Club             | Campionato       | Campionato | Campionato | Coppe nazionali | Coppe nazionali | Coppe nazionali | Coppe continentali | Coppe continentali | Coppe continentali | Supercoppe | Supercoppe | Supercoppe | Totale | Totale |
| Stagione         | Club             | Comp             | Pres       | Reti       | Comp            | Pres            | Reti            | Comp               | Pres               | Reti               | Comp       | Pres       | Reti       | Pres   | Reti   |
| ---------------- | ---------------- | ---------------- | ---------- | ---------- | --------------- | --------------- | --------------- | ------------------ | ------------------ | ------------------ | ---------- | ---------- | ---------- | ------ | ------ |
| 2015             | Eskilsminne      | D1               | 5          | 0          | CS              | 1               | 0               | -                  | -                  | -                  | -          | -          | -          | 6      | 0      |
| lug.-dic. 2015   | HIF Akademi      | D2               | 8          | 7          | -               | -               | -               | -                  | -                  | -                  | -          | -          | -          | 8      | 7      |
| 2016             | Landskrona BoIS  | D1               | 25         | 8          | CS              | 2               | 2               | -                  | -                  | -                  | -          | -          | -          | 27     | 10     |
| gen.-lug. 2017   | Öster            | S                | 11         | 5          | CS              | 0               | 0               | -                  | -                  | -                  | -          | -          | -          | 11     | 5      |
| lug.-dic. 2017   | Rosenborg        | ES               | 7          | 0          | CN              | 1               | 0               | UEL                | 2                  | 0                  | SN         | -          | -          | 10     | 0      |
| 2018             | Rosenborg        | ES               | 19         | 4          | CN              | 7               | 0               | UCL                | 4+9                | 0+3                | SN         | 1          | 0          | 40     | 7      |
| Totale Rosenborg | Totale Rosenborg | Totale Rosenborg | 26         | 4          |                 | 8               | 0               |                    | 15                 | 3                  |            | 1          | 0          | 50     | 7      |
| 2019             | Elfsborg         | A                | 0          | 0          | CS              | 0               | 0               | -                  | -                  | -                  | -          | -          | -          | 0      | 0      |
| Totale           | Totale           | Totale           | 75         | 24         |                 | 11              | 2               |                    | 15                 | 3                  |            | 1          | 0          | 102    | 29     |

| Cronologia completa delle presenze e delle reti in nazionale ― Svezia | Cronologia completa delle presenze e delle reti in nazionale ― Svezia | Cronologia completa delle presenze e delle reti in nazionale ― Svezia | Cronologia completa delle presenze e delle reti in nazionale ― Svezia | Cronologia completa delle presenze e delle reti in nazionale ― Svezia | Cronologia completa delle presenze e delle reti in nazionale ― Svezia | Cronologia completa delle presenze e delle reti in nazionale ― Svezia | Cronologia completa delle presenze e delle reti in nazionale ― Svezia |
| Data                                                                  | Città                                                                 | In casa                                                               | Risultato                                                             | Ospiti                                                                | Competizione                                                          | Reti                                                                  | Note                                                                  |
| --------------------------------------------------------------------- | --------------------------------------------------------------------- | --------------------------------------------------------------------- | --------------------------------------------------------------------- | --------------------------------------------------------------------- | --------------------------------------------------------------------- | --------------------------------------------------------------------- | --------------------------------------------------------------------- |
| 11-01-2019                                                            | Doha                                                                  | Svezia                                                                | 2 – 2                                                                 | Islanda                                                               | Amichevole                                                            | -                                                                     | 78’                                                                   |
| Totale                                                                |                                                                       | Presenze                                                              | 1                                                                     |                                                                       | Reti                                                                  | 0                                                                     |                                                                       |

## Palmarès

### Club

#### Competizioni nazionali
- Campionato norvegese: 2

Rosenborg: 2017, 2018
- Coppa di Norvegia: 1

Rosenborg: 2018
- Supercoppa di Norvegia: 1

Rosenborg: 2018